# Grekochóri
Grekochóri, en grec moderne : Γραικοχώρι, est un village du dème d'Igoumenítsa, district régional de Thesprotie, en Épire, Grèce.
Selon le recensement de 2011, la population du village s'élève à 1 917 habitants.